# Gino Steenaerts
Gino Steenaerts (Lucerna, 5 de mayo del 2005) es un jugador de balonmano suizo que juega de extremo derecho en el HC Kriens. Es internacional con la selección de balonmano de Suiza.
Su primer gran campeonato con la selección fue el Campeonato Mundial de Balonmano Masculino de 2025.

## Palmarés

### HC Kriens
- Copa de Suiza de balonmano (1): 2023

## Clubes
| Club               | País     | Año         |
| ------------------ | -------- | ----------- |
| HC Kriens          | Suiza    | 2021 - 2025 |
| Rhein-Neckar Löwen | Alemania | 2025 - Act. |